# 王薇君
王薇君，台灣政治人物，前時代力量黨員。曾任時代力量新北黨部主委、行動時代副理事長。因其姪子王昊在2011年遭灌毒致死，這引起了社會的廣泛關注。此後，她長期關注並積極參與兒童權益維護行動，在第一線幫助受害家庭，同時也加入了民間組織「76行者」團隊，協助修復事故罹難者的遺體，媒體稱其為國民姑姑。創立中華民國兒童權益促進協會。
王薇君的專長是家暴虐待等案件通報協助、凌虐兒童殺童案件全程協助（含陪同解剖相驗、法院開庭）、重大案件被害人及被害人家屬協助、重大刑案災難事故義務遺體修復、兒少保護犯罪被害保護精進之研討與授課、倡議修法等。。

## 資歷
- 台北市政府市政顧問（2015年3月10日至2020年10月23日）[4]
- 第三屆基隆市政府兒童及少年福利與權益委員會委員[5]
- 總統府司法改革國是會議第一分組委員[6]
- 第四屆衛生福利部兒童及少年福利與權益推動小組委員[7]
- CRC兒童權利公約師資資料庫講師[8]
- 法務部矯正署外部視察委員 （页面存档备份，存于）
- 76行者遺體義務修復團隊發言人（2016年起至2023年5月5日）[9]

## 參政及相關事件
- 2012年7月26日，推動兒童及少年福利法第54條之1增訂，針對違反毒品危害防制條例入獄服刑者的孩童，給予察訪及關注，以保障高風險孩童的安全及權益[10]。
- 2022年3月，加入時代力量，並擔任時代力量新北黨部主委、行動時代副理事長[1]。
- 2023年10月15日，宣布辭去時代力量新北黨部主委並退黨。
- 2023年10月23日，公開「退黨證明」完成退黨程序[11]。